# 최남수
최남수(1961년 7월 6일 ~ )는 대한민국의 언론인이다. 前 YTN 대표이사 사장이다.

## 학력
- 전주고등학교 졸업
- 서울대학교 경제학과 학사
- 워싱턴 주립 대학교 대학원 경제학 석사
- 캘리포니아 대학교 버클리 대학원 경영학 석사

## 경력
- 한국경제신문 기자
- 서울경제신문 기자
- 1991년 : SBS 공채 1기 기자 입사
- 1991년 ~ 1995년 : SBS 경제부 기자
- YTN 경제부 기자
- 1995년 : YTN 보도국 부국장 겸 경제부 부장
- YTN 경영기획실장
- 2008년 ~ 2015년 1월 : MTN (머니투데이방송) 부사장 겸 보도본부 본부장
- 2015년 1월 ~ 2017년 12월 : MTN 대표이사 사장
- 2017년 12월 ~ 2018년 5월 : YTN 대표이사 사장